# 蔦屋吉蔵
蔦屋 吉蔵（つたや きちぞう、生没年不詳）は江戸時代中期から明治時代にかけての江戸の地本問屋。

## 来歴
紅英堂と号す。蔦吉と略す。姓は林。享和から明治期に南伝馬町1丁目勝五郎店で営業しており、明治14年（1881年）には中橋または南伝馬町1丁目2番地、明治20年（1887年）には南伝馬町1丁目6番地で地本問屋を営業する。渓斎英泉や歌川広重、歌川国芳、歌川芳虎、2代目歌川広重、4代目歌川国政、3代目歌川広重らの錦絵などを出版している。

## 作品
- 渓斎英泉 『傾城道中双録』 大判55枚揃 錦絵 文政末期
- 渓斎英泉『美人東海道』
- 歌川国芳 『玉取り』
- 歌川国芳『夜の梅』
- 歌川国芳『東海道五拾三駅五宿名所』 横大判12枚揃 錦絵 天保4年‐天保6年ころ
- 歌川広重 『甲陽猿橋之図』 大判掛物絵（上下2枚継）判 錦絵 天保13年頃
- 歌川広重 『五十三次名所図会』 大判55枚揃 錦絵 安政2年（1855年）
- 歌川広重『冨士三十六景』 大判36枚揃 錦絵 安政6年（1859年） ※目録1枚付、広重没後の出版 山梨県立博物館所蔵
- 2代目歌川広重 『東京名所三十六花撰』 大判36枚揃 錦絵 慶応2年（1866年）
- 歌川芳虎 『東京日本橋風景』 大判3枚続 錦絵 明治3年（1870年）
- 4代目歌川国政 『新規造掛永代橋往来繁華佃海沖遠望之図』 大判3枚続 錦絵 明治8年（1875年）
- 3代目歌川広重 『銀座通朝野新聞社盛大之真図』 大判3枚続 錦絵 明治12年（1879年） 郵政博物館所蔵